# Родино (Парфеньевский район)
Родино — деревня в Парфеньевском районе Костромской области.

## География
Находится в центральной части Костромской области приблизительно в 21 км по прямой на север-северо-восток от центра района села Парфеньево.

## История
В 1872 году здесь было учтено 24 двора, в 1907 году —52, в 1907 году —41. В период существования Костромской губернии деревня относилась к Кологривскому уезду. До 2021 года деревня входила в Матвеевское сельское поселение.

## Население
Постоянное население составляло 129 человек (1872 год), 201 (1897), 201 (1907), 1 в 2002 году (русские 100 %), 0 в 2022.